# Эгимий
Эгимий (др.-греч. Αἰγίμιος) — персонаж древнегреческой мифологии. Сын Дора. Предок дорийцев. Царь дорийцев, населявших Гестиеотиду. Осажденный лапифами, призвал на помощь Геракла, который разбил лапифов и передал их страну Эгимию. Лишен власти, но Геракл восстановил его власть. Предложил за это Гераклу третью часть земли, которую тот завещал хранить для потомков. После смерти Геракла усыновил Гилла. Позже Гераклиды поселились среди дорийцев.
Его именем названа поэма Псевдо-Гесиода. Упомянут у Гесиода. У Пиндара упомянуты «дорийские уставы» Эгимия.
Сыновья Памфил и Димант, по именам которых названы филы дорийцев.
В родословной очевидны хронологические противоречия из-за её необычайной краткости. Сыновья Эгимия являются современниками дорийского завоевания, хотя Геракла отделяет от него три поколения. С другой стороны, сам Эгимий назван сыном Дора, хотя его должно отделять от него (исходя из родословной потомков Эола) четыре-пять поколений.